# Wesmaelius vaillanti
Wesmaelius vaillanti is een insect uit de familie van de bruine gaasvliegen (Hemerobiidae), die tot de orde netvleugeligen (Neuroptera) behoort. 
Wesmaelius vaillanti is voor het eerst wetenschappelijk beschreven door Navás in 1927.